# Zabaviščni park Pripjat
Zabaviščni park Pripjat je zapuščen zabaviščni park, ki se nahaja v mestu Pripjat v Ukrajini. Park so nameravali odpreti 1. maja 1986, pravočasno za prvomajske praznike, vendar so bili ti načrti preklicani 26. aprila istega leta, ko se je nekaj kilometrov stran zgodila černobilska nesreča. Številni viri poročajo, da so park 27. aprila odprli za kratek čas, preden je bila objavljena napoved za evakuacijo mesta, nekateri pa prikazujejo fotografije parka, ki nikoli ni deloval. Zdi se, da teorije, da je bil park po nesreči naglo odprt, da bi prebivalce Pripjata odvrnil od bližajoče se katastrofe, potrjujejo videoposnetki, ki kažejo, da nekatere strukture parka niso bile nikoli dokončane. Verjetneje je in splošno velja, da je bil videoposnetek posnet pozimi zaradi obrabljenih slik. Glede na pomanjkanje panike v času evakuacije, ljudi ni bilo treba motiti. Park in njegovo Ferrisovo kolo sta postala simbola černobilske katastrofe.

## Radioaktivnost
Stopnje sevanja okoli parka so različne. Likvidacijski upravitelji so v zemljo izpirali sevanje, potem ko so helikopterji, ki so prevažali radioaktivne snovi, tla uporabili kot pristajalni pas, zato so betonirana območja razmeroma smrtonosno radioaktivna. Posamezna območja  mahu oddajajo do 25.000 µSv/h, kar je najvišja stopnja sevanja v celotnem Pripjatu.